# Nathaniel Kahn
Nathaniel Kahn est un réalisateur, producteur et scénariste de cinéma et télévision. Il est né le 9 novembre 1962 à Philadelphie, aux États-Unis.

## Biographie
Fils de Louis Kahn, architecte.

## Filmographie
- 2003 : My Architect
- 2004 : The Buried Secret of M. Night Shyamalan (TV)
- 2006 : Time Piece
- 2006 : Two Hands: The Leon Fleisher Story
- 2018 : The Price of Everything

## Récompenses et distinctions
- 2004 : Nommé à l'Oscar du meilleur film documentaire pour My Architect
- 2004 : Directors Guild of America Award pour My Architect
- 2007 : Nommé à l'Oscar du meilleur court-métrage documentaire pour Two Hands: The Leon Fleisher Story